# Phil Hartman
Philip Edward "Phil" Hartman, född 24 september 1948 i Brantford i Ontario, död 28 maj 1998 i Encino i Kalifornien, var en kanadensisk-amerikansk skådespelare och komiker.
Hartman arbetade mest inom TV och fick 1986 sitt stora genombrott då han blev en del av den fasta ensemblen i Saturday Night Live. Från 1991 började han regelbundet medverka i Simpsons, där han främst gav röst åt skådespelaren Troy McClure och advokaten Lionel Hutz. Dessa två karaktärer har medvetet aldrig återkommit i serien efter hans död.
Hartman mördades i maj 1998 av sin hustru Brynn som därefter begick självmord. Medan Phil låg och sov sköt Brynn honom tre gånger. Det visade sig att hon var påverkad av alkohol och kokain.

## Filmografi i urval
- 1985–1994 – Saturday Night Live (TV-serie)
- 1986–1987 – Dennis (TV-serie) (röst, 65 avsnitt)
- 1987 – Blind Date
- 1990 – Snabba pengar
- 1991–1998 – The Simpsons (TV-serie) (röst, 52 avsnitt)
- 1993 – Coneheads
- 1994 – Pagemaster – den magiska resan
- 1995–1998 – NewsRadio (TV-serie) (75 avsnitt)
- 1996 – Sgt. Bilko
- 1996 – Klappjakten
- 1998 – Små soldater (röst)